# Bayview (Califórnia)
Bayview é uma Região censo-designada localizada no Estado americano da Califórnia, no Condado de Humboldt.

## Geografia
A área total da cidade é de 1,9 km² (0,7 mi²), sendo tudo coberto por terra.

## Demografia
De acordo com o censo de 2000, a densidade populacional é de 1230,8/km² (3203,0/mi²) entre os 2359 habitantes, distribuídos da seguinte forma:
- 83,68% caucasianos
- 0,59% afro-americanos
- 0,67% nativo americanos
- 4,87% asiáticos
- 0,17% nativos de ilhas do Pacífico
- 3,65% outros
- 4,87% mestiços
- 7,88% latinos

Existem 586 famílias na cidade, e a quantidade média de pessoas por residência é de 0,48 pessoas.

## Localidades na vizinhança
O diagrama seguinte representa as localidades num raio de 16 km ao redor de Bayview. 